# 中華基督教會譚李麗芬紀念中學

## 校政管理
歷任校監
- 1990年至1998年：李清詞 牧師
- 1998年至2003年：蘇義有 先生
- 2003年至2006年：袁海柏 先生
- 2006年至2009年：蘇成溢 牧師
- 2009年至2013年：吳水麗 太平紳士
- 2013年至2021年：余煊 先生
- 2021年至今：李錦昌 先生

歷任校長
- 1990年至2019年：方順源 先生
- 2019年至2022年：鄧智光 先生
- 2022年至今：甄靄齡 女士

## 建築
- 中華基督教會譚李麗芬紀念中學校舍
- 中華基督教會譚李麗芬紀念中學校舍
- 翻油前的中華基督教會譚李麗芬紀念中學校舍（2015年4月）
- 翻新前的中華基督教會譚李麗芬紀念中學入口（2014年10月）

## 著名/傑出校友
- 陳易希，BBS：香港發明家，成為香港首位「星之子」
- 黎志偉：亞洲攀岩青年錦標賽冠軍、亞洲極限運動錦標賽攀岩冠軍、2008年長洲搶包山冠軍、2014年全港十大傑出青年
- 黃深銘、李鍵邦: 「星之子」發明自潔門柄成抗疫神器，於2015年第66屆英特爾國際科學與工程大獎賽憑「自潔門柄 （页面存档备份，存于）」赢得材料科學組別二等獎，獲國際天文學聯盟把編號31907的小行星名為「黃深銘星」, 31905的小行星名為「李鍵邦星」。於2017年與李鍵邦創立了鈦研科技有限公司，希望將光觸媒技術和納米科技廣泛應用於日常生活當中，以進一步提高公眾的生活質素。
- 麥卓賢：暱稱「保齡神童」
- 梁冠聰：東方龍獅球員，曾效力香港超級聯賽球隊和富大埔。
- 羅港威：富力R&F球員，曾效力香港甲組聯賽球隊深水埗體育會足球隊及YFC澳滌。
- 李建邦：香港藝人，2016年簽約開始參與ViuTV節目。

## 外部連結
- 中華基督教會譚李麗芬紀念中學 （页面存档备份，存于）
- 官方网站